# Tetsuyasu Mitani
Tetsuyasu Mitani (三谷哲康 Mitani Tetsuyasu; 1927 – 9 agosto 2004) è stato un astronomo giapponese.
A partire dal 1944 ha lavorato all'osservatorio dell'Università di Kyoto. Nel 1954 fu autore della prima osservazione del ritorno della cometa 45P/Honda-Mrkos-Pajdušáková al suo primo perielio dopo la scoperta avvenuta nel 1948.
Il Minor Planet Center gli accredita la scoperta dell'asteroide 1619 Ueta effettuata l'11 ottobre 1953.
Gli è stato dedicato l'asteroide 3289 Mitani.